# Garnisonssjukhuset i Göteborg
Garnisonssjukhuset i Göteborg var ett militärt sjukhus för först Garnisonsregementet i Göteborg, efter 1801 för Kungliga Göta artilleriregemente vid nuvarande Kungsgatan 10 i Göteborg, 1755–1895. Byggnaden revs 1907–1908.

## Historia

### Åren 1699–1750
Vid 1645 års riksdagsbesvär, klagade magistraten i Göteborg över att staden fylldes av sjuka soldater. Kungl. Maj:t lovade då att på någon lämplig plats i staden bygga "ett särdeles hus eller sjukstuga, där de sjuka soldaterna kunde bekvämligen uti vistas och skötsel hava." Kungl. Maj:t anvisade 350 daler silvermynt år 1699 till ett sjukhus för "de gemene" inom Göteborgs garnison. Vid Kanaltorget, i slutet av Larmgatan uppfördes på bastionen Gustavus Primus en sådan byggnad. Magistraten framställde 1701 en önskan om anläggande av ett sjukhus vid Carlsporten. Dåvarande fortifikationsbefälhavaren Leijonsparre fick i uppdrag att uttala sig om den föreslagna platsen "under Ekskogen" (vid Stora Otterhällan). 
Då fästningskommissionens i juni 1733 besiktigade byggnaden vid Kanaltorget, fann man den så nedsjunken i jorden att man ansåg att den skulle "skruvas upp" (lyftas upp?). Redan 1723 hade dock magistraten begärt plats för ett nytt sjukhus vid bastionen Gustavus Primus eller vid Larmgatans norra mynning. Men den förra platsen var upptagen av "ett sjukhus för garnisonen och ett stort hömagasin" och den senare "inrättad med några byggnader." Överkommendanten begärde 1750 hos magistraten att det gamla sjukhuset skulle besiktigas av stadsingenjören, Bengt Wilhelm Carlberg, som fann att byggnaden ej var i sådant skick att det var lönt att reparera den, varför man beslutade att sälja huset. Den 1 och 30 juni 1752 hölls två auktioner för huset.

### Åren 1750–1907

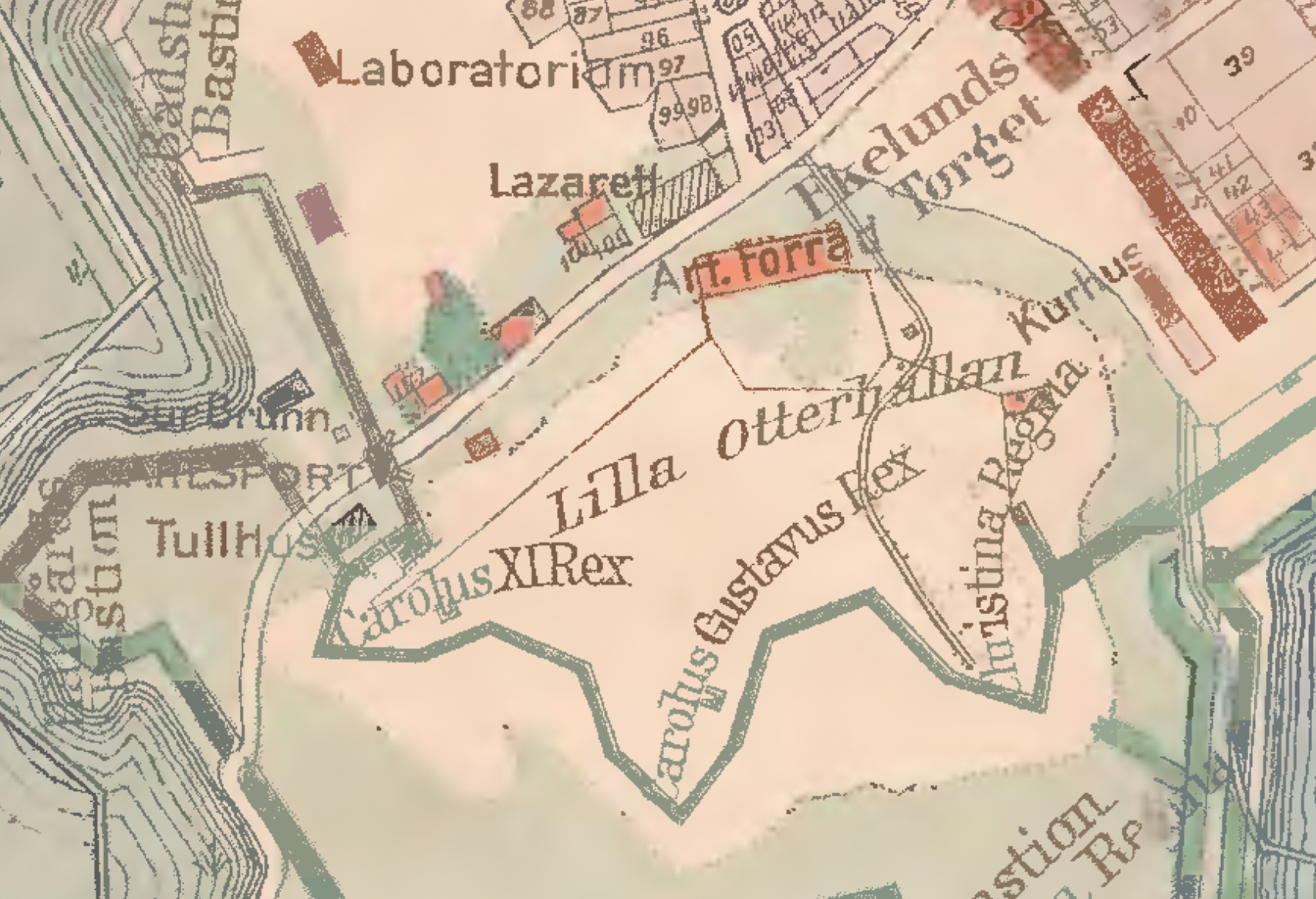
På denna detalj av en karta från 1790 ser man Kungsgatan, Karlsporten och Garnisonssjukhusets placering, som här kallas lazarett.

År 1750 anslogs i en kunglig remiss medel för ett nytt garnisonssjukhus i sten, där de sjuka "måge kunna som sig bör herbergeras och skötas, enär det gamla trähuset numera alldeles är wordet förfallet och obrukbart." För ändamålet anslogs 5 000 daler silvermynt, som skulle täcka kostnader för ritningar, med mera. Det nya sjukhuset beräknades först kosta 16 013 daler 24 öre silvermynt, inberäknat inventarier. Åren 1752–1761 beviljades totalt 12 315 daler 18 öre silvermynt. 
En entreprenadauktion förrättades den l0 juli 1753. Fem olika platser för sjukhusets lokalisering diskuterades: i bastionen Johannes Rex, i bastionen Gustavus Primus, vid Masthamnen (där det första Sahlgrenska sjukhuset sedan låg), på Eklundstorget samt vid insidan av reparebanan, tvärs över Västra hamnen (Västra Hamngatan). 
Carlberg gjorde ritningen, och man bestämde sig för Eklundstorget på en tomt mellan Kungs- och Vallgatorna. Läget ändrades i det sista, då man istället valde en tomt på Kungsgatans norra sida åt Karlsporten till, tomt nr 102 C i stadens 2:a rote. Grundgrävningen för fundamentmurarna påbörjades i mars 1755 samt att arbetsbodar fanns uppsatta och en del material upphandlade. 
År 1759 var huset fortfarande oinrett, och 1761 "ännu ej begagnat." I en originalhandling från 1777, uttalar sig stadens borgmästare om artillerisjukhuset, "Sielfva det på Cronans bekostnad här upbygde Lazarettet för siuka af Garnizonen, har aldrig kommit igång eller värkställighet mer än til bygnaden." Ännu 1777 hade tydligen sjukhuset alltså ingen pågående verksamhet.
Detta "garnisionslazarett" (1792) eller "artillerisjukhus" (1855) uppfördes alltså omkring 1755, ungefär vid nuvarande Kungsgatan 10. År 1881 drogs vatten in i byggnaden.
Byggnaden övergick till staden 1892 i samband med utrymningen av Borgerskapets kasern (då Kungliga Göta artilleriregemente år 1895 flyttade sin verksamhet till de då nyuppförda Kvibergs kaserner). Byggnaden var därefter uthyrd under några år, men revs 1907–1908 då ett sexvåningars boningshus uppfördes på platsen.
Den 31 december 1907 när man höll på med rivningsarbete av byggnaden, som under några år varit ett ungkarlshem för Frälsningsarmen, omkom en arbetare då en mur rasade över honom. Rivningen hade påbörjats ungefär en månad tidigare.

### Beskrivning av sjukhuset

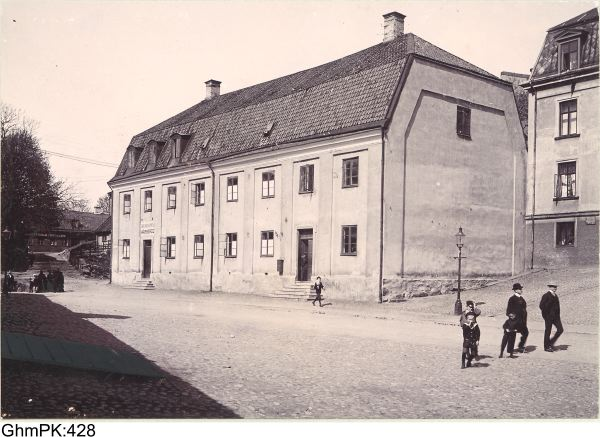
Garnisonssjukhuset 1902, Bildsamlingen i Göteborgs stadsmuseum.

Huset var en tvåvånings stenbyggnad, med två förstugor, fem kamrar och två kök, en badstuga och fyra stora salar samt magasinsrum på vinden. 72 fast inbyggda och övertäckta sängställen fanns för de sjuka i fyra stora salar på de båda våningsplanen, "så inrättade som uti de franska hospitalen lär ha varit brukligt." Sängarna hade en bänk framför sig och ett utrymme ovanför sängen för förvaring av kläder och andra tillhörigheter, "och thet til bettre lugn och wärme och friare för dagsljuset och nedfallande dam än uti andre öpna wanliga ståndsängar". 
Ritningarna berättade om inredningen: "uti 1:sta våningen 2 sjuksalar, 1 rum för veneriska och smittosamma sjuka, 1 rum för badstuga, 1 rum för fältskärsgesällen och skåp för medicinalutredning, 1 rum innehållande kök för sjukhuset; uti 2:dra våningen, 2 sjuksalar, 4 rum för officerare, underofficerare m. fl." Antalet sängplatser var: 78 sängar för två man och 4 för en man, totalt 160 platser, vilket innebar att mer än 1/7 av hela garnisonens styrka kunde läggas in vid behov. Senare förstärktes vindsutrymmet för att kunna användas för uppläggning av kronospannmål, totalt 500 tunnor. 

## Gatans namn
Lasarettsgatan (Lazaretts-backen 1848) namngavs 1895 efter detta sjukhus.